# Taco placero
El taco placero o de plaza es una variedad de taco que se prepara y consume en México, que debe su nombre a que se compone de los ingredientes que se suelen encontrar en la plaza central del mercado o tianguis mexicano: verduras, barbacoa o chicharrón, pápaloquelite etc. Siempre rellenos que no impliquen cocinar. Se compran estos ingredientes junto con tortillas de maíz y comen en la misma plaza.

## Relleno
El relleno del taco placero puede variar enormemente, amalgamando ingredientes y aderezos muy dispares. En el Diccionario enciclopédico de la Gastronomía Mexicana se define el taco placero como aquél que incluye chicharrón, queso panela, cecina y nopales. También puede incluir barbacoa, manitas de cerdo, carnitas, aguacate, chiles encurtidos, rajas con limón, cebolla fresca, frijoles, requesón, carnitas, cebollín, nopales compuestos, tamal de sesos o charales, acociles, salpicón, pascle, pápalo, cilantro, pipicha, aderezado con aceite y vinagre, o salsa roja o verde. El relleno no se cocina, a no ser que sea «taco de guisado», que se rellena de cualquier guisado simple, combinado o no con una dosis de arroz a la mexicana. 

## En la cultura
- Paquita la del Barrio tiene una canción denominada Taco Placero, que da nombre al álbum de 2004. En ella, compara al ex amante con un «insípido taco placero».[5]